# Vingkoppling
Vingkoppling avser inom entomologi den specialiserade struktur som hos vissa bevingade insekter fungerar som koppling mellan framvinge och bakvinge för att bättre samordna vingarnas rörelser när insekten flyger. Fördelen med vingkoppling är att fram- och bakvingen vid flygning i praktiken fungerar som en synkroniserad enhet vilket ger en effektivare flygning.

## Fjärilar

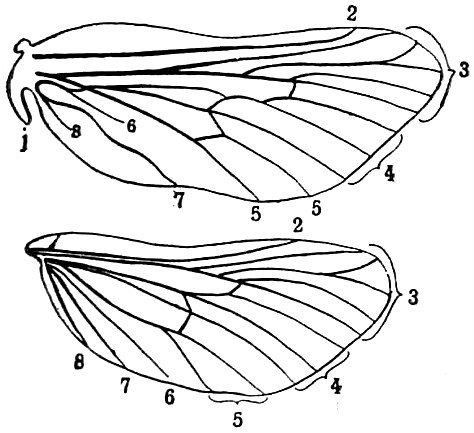
Vingar hos en rotfjäril. Jugum är utmärkt som j.

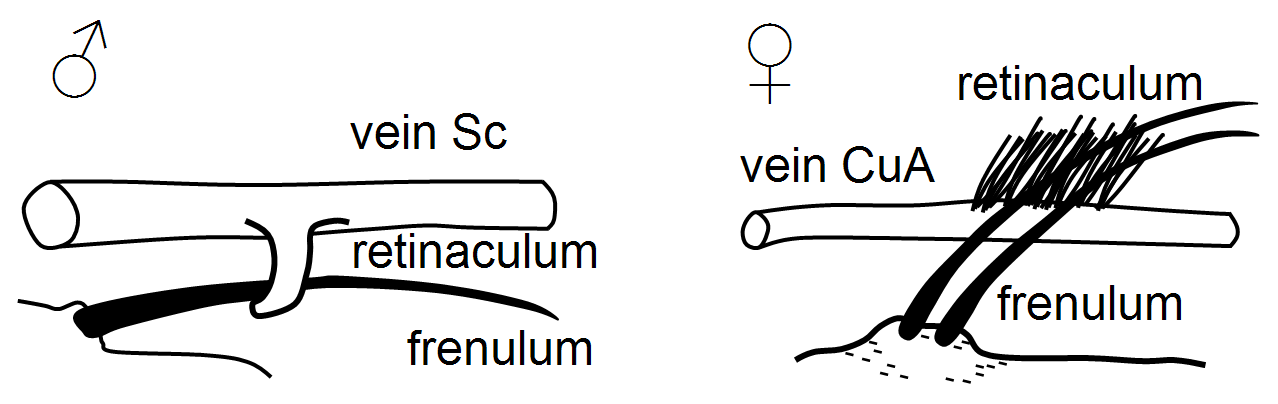
Exempel på vingkoppling av typen frenulum-retinakulum hos nattfjäril, hane till vänster och hona till höger.

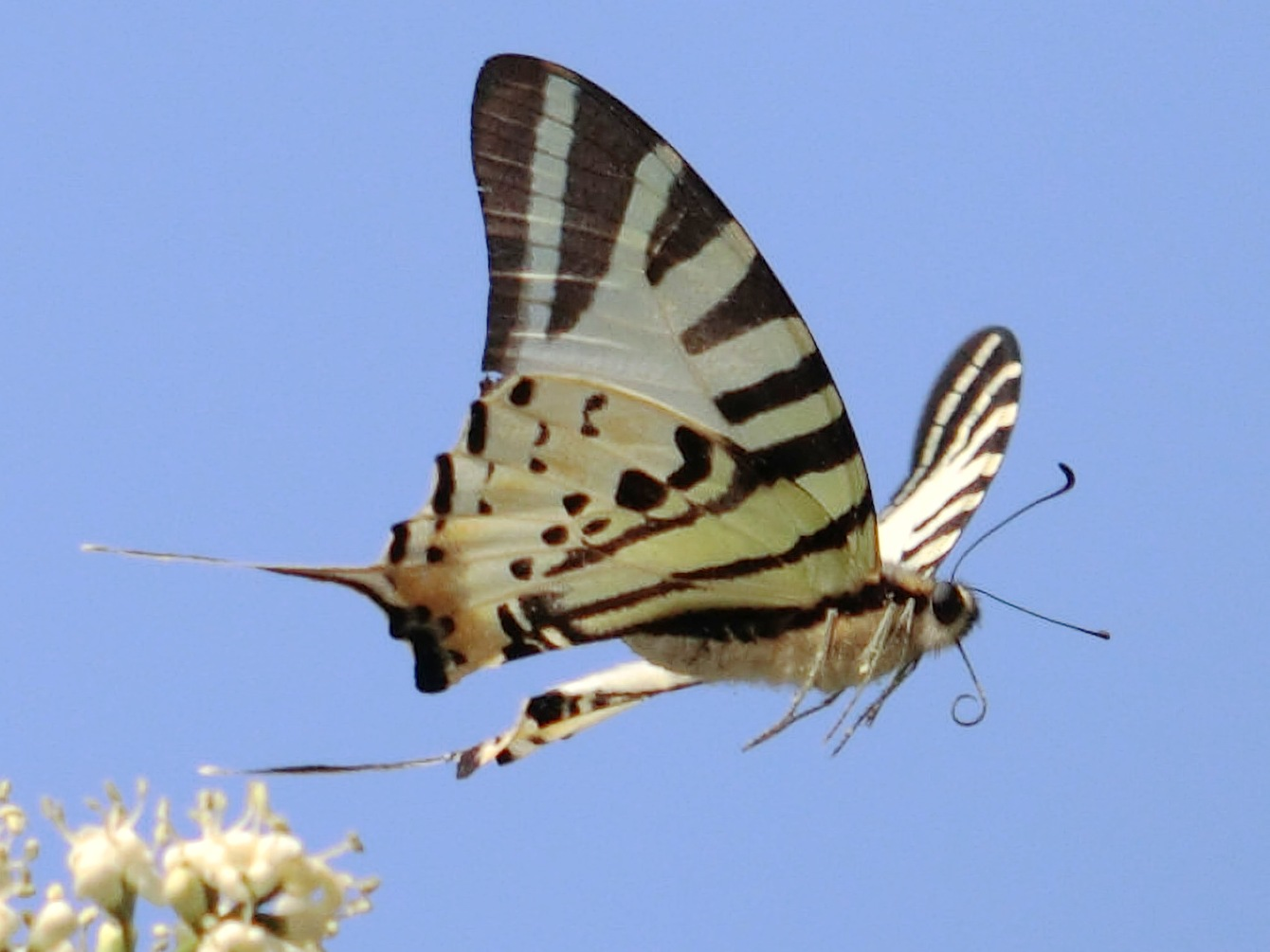
En flygande dagfjäril. Notera att bakvingen skjuter in under framvingen. Detta är amplexiform vingkoppling.

Hos fjärilar (Lepidoptera) har olika varianter av vingkoppling utvecklats, och typen av vingkoppling är en av de karaktärer som haft betydelse för klassificeringen av fjärilar i olika grupper.
Tre definierade typer av vingkoppling hos fjärilar är:

### Jugum
Hos en del primitiva fjärilar finns ett utskott eller flik nära basen på framvingens bakkant, kallad jugum, som fungerar som vingkoppling genom invikning under bakvingen vid flygning. Exempel är käkfjärilar, purpurmalar och rotfjärilar.

### Frenulum-retinakulum
Många nattfjärilar (men inte alla) har en vingkoppling som hos hanen innebär att ett eller flera borst (frenulum) på bakvingens framkant hakar i särskilda sklerotiserade plattor, utskott eller en flik (retinakulum) på framvingens undersida. Hos honan utgörs frenulum av en grupp borst och retinakulum utgörs av en grupp fjäll eller borst, vilket innebär att denna typ av vingkoppling sett som struktur skiljer sig mellan hane och hona.

### Amplexiform vingkoppling
De flesta dagfjärilar, men även en del nattfjärilar, exempelvis spinnare inom överfamiljerna Bombycoidea och Lasiocampoidea, har en typ av vingkoppling som kallas amplexiform vingkoppling. Denna sorts vingkoppling innebär att bakvingens framkant är förstorad och skjuter in under framvingen. Vid flygning pressar framvingens kraftfulla slag bakvingen nedåt, och fram- och bakvingen fungerar på detta sätt som en väl synkroniserad enhet.